# Richard Howe
 (avril 2012).
Pour les articles homonymes, voir Howe.
Richard Howe, 1er comte Howe (anglais : Earl Howe), connu sous le nom de Richard Howe puis lord Howe, né le 8 mars 1726 à Londres et mort le 5 août 1799, est un officier de marine de la Royal Navy britannique. Il se distingue en particulier pendant la guerre d'indépendance des États-Unis et les guerres de la Révolution française. C’est le frère de William Howe et George Howe.
Howe intègre la Navy à l'âge de treize ans et sert en mer tout au long de la guerre de Succession d'Autriche. Pendant la guerre de Sept Ans il se fait une réputation en dirigeant plusieurs opérations de débarquement contre les côtes françaises dans le cadre de la politique britannique de « descentes navales ». Il contribue à la victoire navale décisive britannique lors de la bataille des Cardinaux en 1759. Il doit cependant sa postérité au rôle qu'il a joué pendant la guerre d'indépendance des États-Unis, au cours de laquelle il commande la flotte anglaise et joue le rôle de négociateur du traité de paix avec les insurgents américains, pendant les guerres de la Révolution française, il commande la flotte britannique en 1794 lors de la victoire du « combat de Prairial ».

## Biographie

### Origines et famille
Richard Howe naît à Londres, second fils d'Emanuel Howe (2e vicomte Howe) et de Mary Sophia Charlotte. Son père est gouverneur de la Barbade et sa mère est l'une des maîtresses du roi George Ier, ce qui l’aide dans la première partie de sa carrière.

### Les années d'apprentissage
Richard Howe entre à treize ans dans la Royal Navy et se distingue dès ses très jeunes années, notamment sur le Buford lors de la prise de La Guyara (février 1742) ; il est promu lieutenant peu après. Commandant le sloop Baltimore en mer du Nord, il est gravement blessé lors d’un combat contre deux corsaires français (1745). Il est capitaine de pavillon sur le Cornwall de l'amiral Sir Charles Knowles et participe à la bataille de la Havane contre les Espagnols (1748).

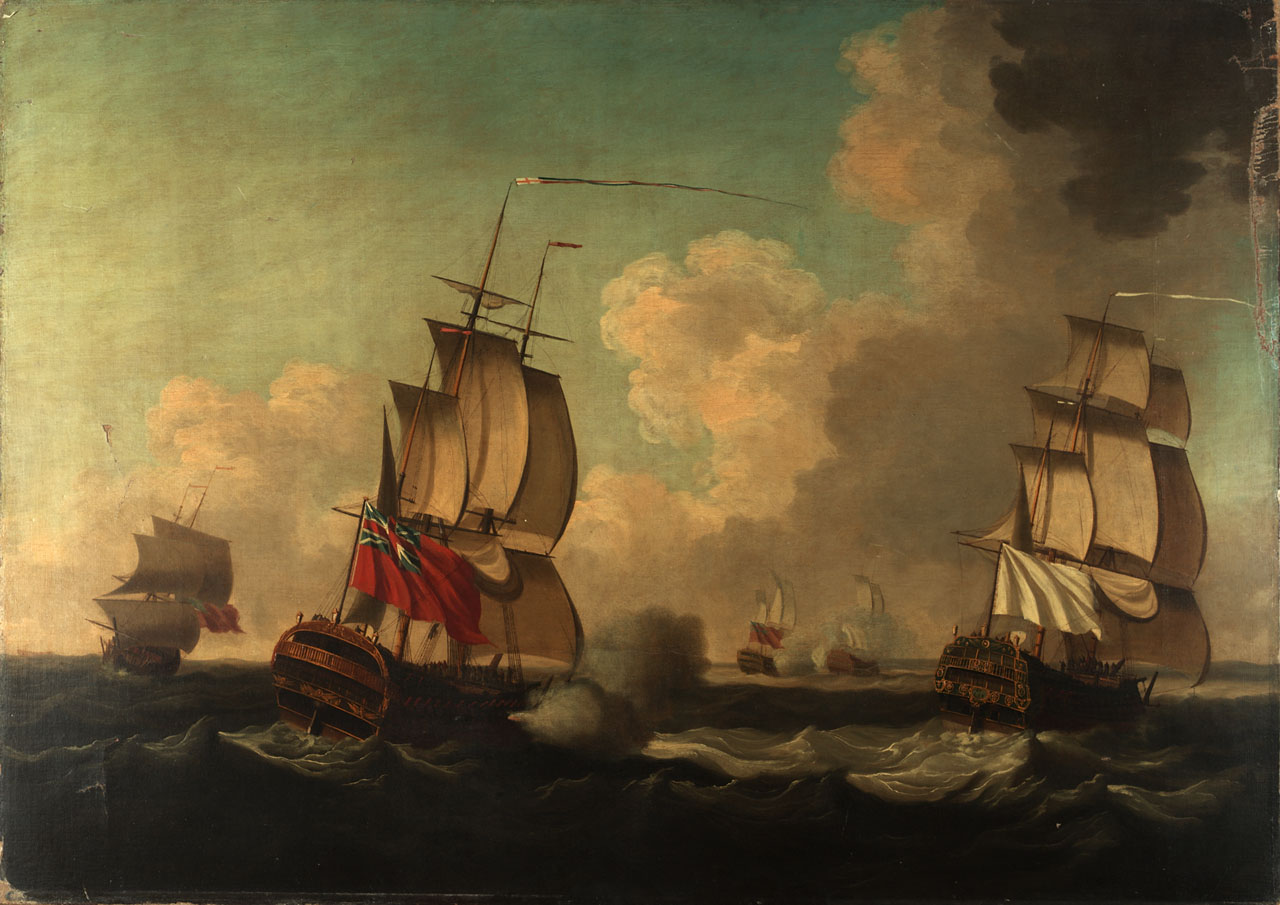
Capture de lAlcide et du Lys.

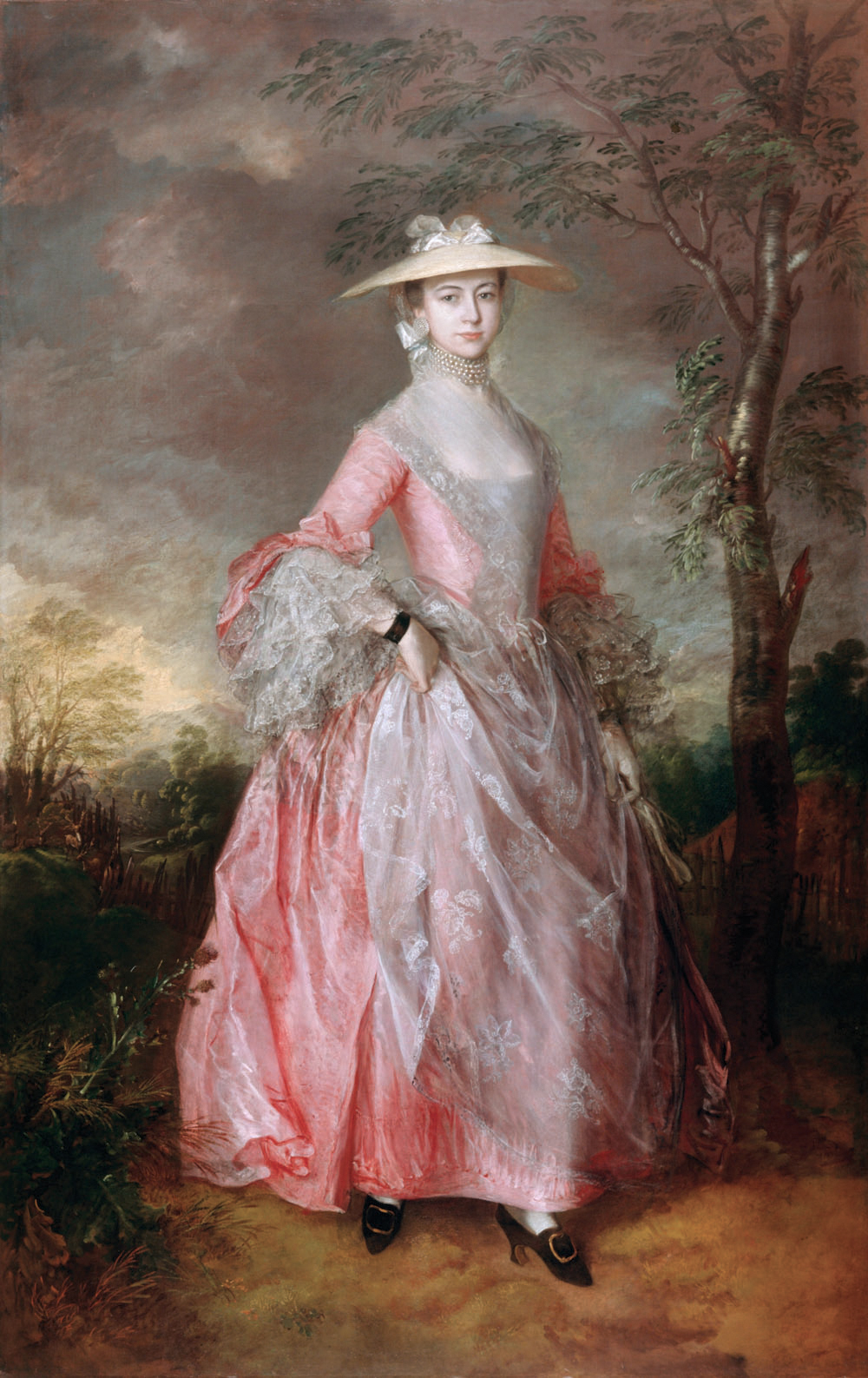
Mary, Comtesse de Howe, 1764
par Thomas Gainsborough
Kenwood House

Commandant le HMS Dunkirk, il s’empare des vaisseaux français l’Alcide et le Lys le 8 juin 1755, premier combat de la guerre de Sept Ans. Toussaint Hocquart, capitaine de l’Alcide, crie par trois fois, porte-voix en main : « Sommes-nous en guerre ou en paix ? », ce à quoi Howe répond : « En paix, en paix ». Mais, dès que le Dunkirk est à une demi-portée de pistolet, ses canons ouvrent le feu sur l’Alcide. L’Alcide étant mieux armé que les deux autres vaisseaux français, réplique au feu britannique et combat bravement pendant cinq heures. Mais, ayant subi d’importants dégâts, il finit par abaisser son pavillon, tout comme le Lys.
Il s’illustre lors de différentes opérations en Manche en 1757 et 1758 : il commande la flotte britannique lors des raids sur Rochefort, Saint-Malo, Cherbourg et lors de la bataille de Saint-Cast. Il se distingue en particulier devant Rochefort, lors de la prise de l'île d'Aix par les Britanniques, et est alors décrit par George Rodney comme remplissant ses fonctions « avec une résolution si tranquille et si constante, qu'il mérite à juste titre les applaudissements universels de l'armée et la marine. »
Il commande le Magnanime, vaisseau de tête lors de la victoire britannique de la bataille des Cardinaux (novembre 1759).
Il hérite à la mort de son frère ainé George Howe, brigadier-général tué à la Bataille de Fort Carillon, d’une pairie irlandaise et prend le titre de Lord Howe. Il sert ensuite à l’Amirauté et se fait élire dans un « bourg pourri » membre des Communes. Piètre orateur, il sera toujours un parlementaire de second rang qui se fera peu remarquer.

### La guerre d’indépendance américaine
Il est promu contre-amiral à l’ancienneté en 1775 selon les règles immuables de la Royal Navy. 
Sans qu’il soit possible de déterminer s’il agissait de son propre chef ou s’il le faisait sur ordre, il entra discrètement en contact, sous prétexte de jouer aux échecs, avec Benjamin Franklin alors à Londres. Il cherche un terrain d’accord visant à éviter la révolte des colonies américaines et la guerre. Ses efforts demeureront sans effet. 
En 1776, il est nommé au commandement de la station navale d’Amérique du Nord alors que son frère cadet, William Howe, y commande les forces terrestres. Tous deux reçoivent simultanément une mission de « commissaires pour la paix ». Aussitôt arrivé en Amérique, alors que les combats sur le continent font déjà rage, Richard Howe recontacte Benjamin Franklin et rencontre une délégation du Congrès à Staten Island. Cette tentative désespérée de sauver la paix sera sans effet : son mandat ne lui permettait que d’offrir le pardon royal contre une soumission totale des colonies à la couronne, débat obsolète depuis la Déclaration d’indépendance américaine. Quelques jours plus tard, les Britanniques débarquent à Kips Bay et capturent New York.

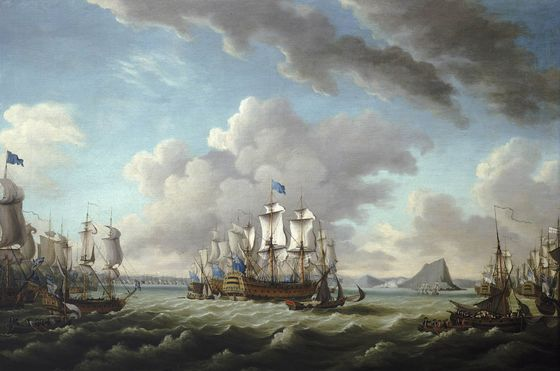
L'escadre de Howe arrive en vue de Gibraltar le 11 octobre 1782, avec 38 vaisseaux de guerre escortant un convoi de ravitaillement de 183 navires de transport.

Il soutient l’attaque de son frère contre Philadelphie en 1777 et bien que contraint à la défensive en raison de l’infériorité numérique de ses forces, il trompe l’amiral Charles Henri d'Estaing à Sandy Hook et l’empêche de soutenir en 1778 l’attaque de Newport, grâce à son exceptionnel sens tactique et manœuvrier. En conflit avec le gouvernement de Londres, son frère et lui-même étant mis en cause pour ne pas avoir maté suffisamment vite la rébellion, il quitte son commandement et refuse de servir pendant quelque temps. 
Il reçoit toutefois en 1782 le commandement de la flotte de la Manche avec son pavillon sur le Victory. Intervenant à Gibraltar avec une flotte de 38 vaisseaux contre 48 franco-espagnols, il parvient brillamment à ravitailler la place, contribuant ainsi à la levée du siège au début de 1783. 
Son prestige est alors immense et il devient jusqu’en 1788 Premier Lord de l’Amirauté. Toutefois, toujours aussi peu versé dans la politique, il se montre peu convaincant dans ses fonctions et préfère démissionner après une période assez longue de tension avec le gouvernement.

### Les guerres de la Révolution
Dès le début de la guerre avec la France, il reçoit de nouveau le commandement de l’ensemble des forces de la Manche : il est à la tête d’une flotte de 32 vaisseaux de ligne en 1793 et 1794. Après un premier combat où il met en difficulté l’arrière-garde française le 29 mai 1794, il remporte à 68 ans la victoire du « Glorious First of June », le 13 prairial an II, contre la flotte de Louis Thomas Villaret de Joyeuse. Rompant avec la tactique des savantes évolutions d’escadres en ligne, il n’hésite pas à lancer sa flotte à l’assaut de la ligne française qu’il rompt en sept points. Villaret perd sept vaisseaux. Howe sera cependant critiqué en Grande-Bretagne pour ne pas avoir exterminé l’escadre française en mauvaise posture et pour n’avoir pu finalement empêcher l’arrivée en France du convoi d’Amérique de Van Stabel. Il sera toutefois accueilli en triomphe à Portsmouth et honoré par le roi pour sa brillante victoire.

### Amiral de la flotte
Il est nommé « amiral de la flotte » (anglais : Admiral of the Fleet), le plus haut grade de la Royal Navy, mais âgé et malade, il doit rester à terre et ne garde jusqu’à 1797 que le commandement nominal de la flotte. Pourtant, son intervention est sollicitée une dernière fois pour résoudre la mutinerie de Spithead en 1797. Il visite chaque bâtiment en révolte et y parle longuement avec les marins. Son prestige personnel, sa connaissance profonde de la vie maritime et sa sévérité doublée d’un grand sens de la justice lui permettent de s’imposer auprès des hommes qui tous le respectent : il réussit à les convaincre de reprendre leur service en s’engageant au nom de l’Amirauté à augmenter les soldes et à améliorer les rations.

## Un marin exceptionnel
Très populaire bien que sévère, il était surnommé « Black Dick » par ses hommes. Il reste l’une des plus grandes figures de la marine britannique. Il a été probablement le premier à rompre audacieusement avec les principes sacro-saints du combat d’escadre en ligne et les conceptions figées des règlements de combat de l’Amirauté. Il fut aussi un concepteur important développant une série de principes théoriques pour les opérations amphibies. Il mit aussi au point personnellement un système sophistiqué de signaux numériques qui demeurera en vigueur dans la Royal Navy pendant toutes les guerres de la Révolution et de l'Empire. Cet outil offrira aux amiraux une grande latitude de réaction face à des situations imprévues à la différence du système ancien qui ne se référait qu'à des figures préétablies. Manœuvrier hors pair, il fut un exceptionnel général en chef dirigeant à maintes reprises de très larges flottes. Nelson et tous les autres amiraux britanniques de l’époque le reconnaîtront comme leur modèle et leur maître en stratégie navale. 